# St. Franz von Paula (Weihersberg)

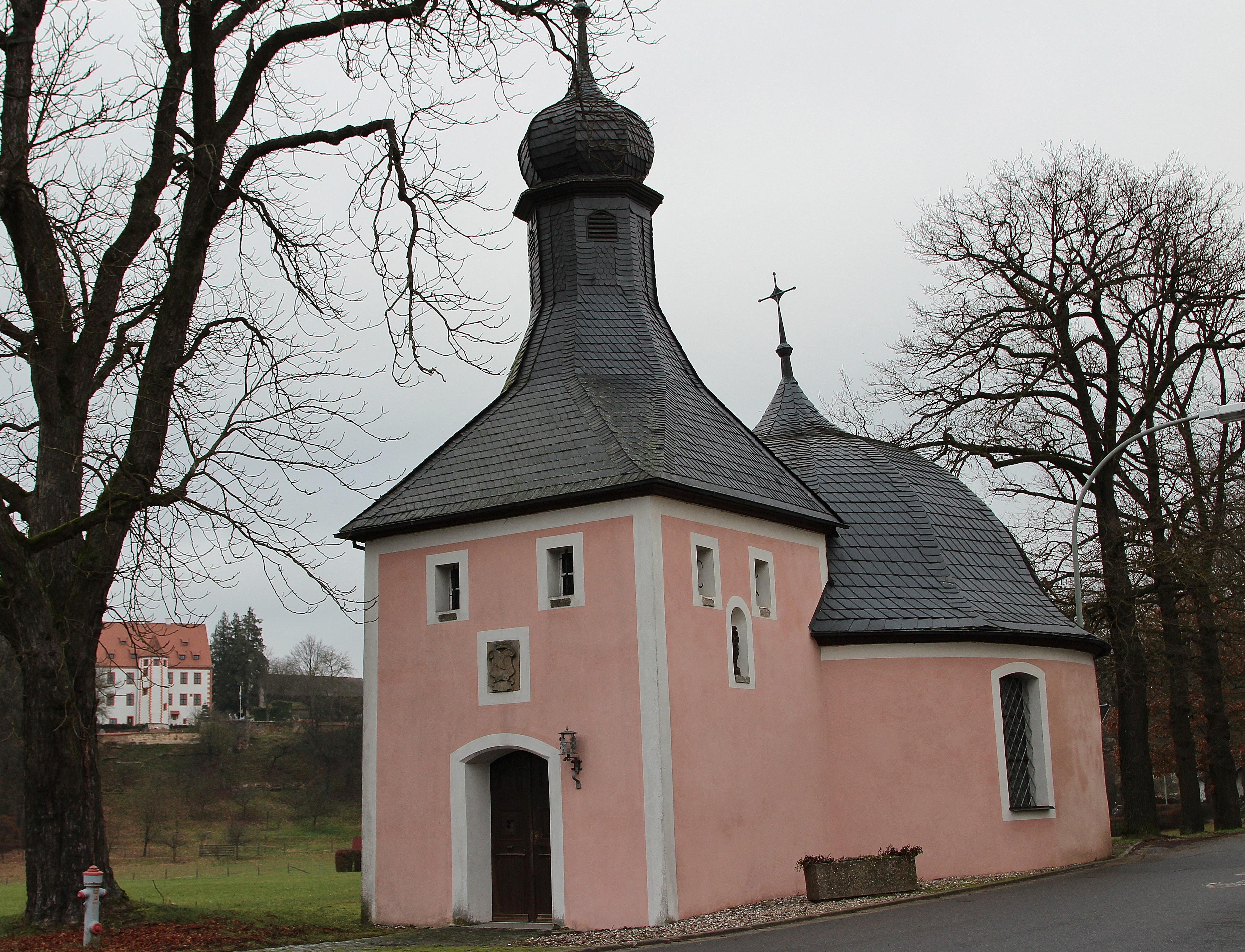
St. Franz von Paula (Weihersberg)

Die römisch-katholische, denkmalgeschützte Kapelle St. Franz von Paula steht in Weihersberg, einem Gemeindeteil der Gemeinde Trabitz im Landkreis Neustadt an der Waldnaab in der Oberpfalz. Die Kirche gehört zum Bistum Regensburg. Das Bauwerk ist unter der Denkmalnummer D-3-74-148-10 als Baudenkmal in die Bayerische Denkmalliste eingetragen.

## Beschreibung
Die Kirche wurde im 18. Jahrhundert als Grablege vom Freiherrn von Hirschberg gestiftet. Sie besteht aus einer Rotunde, die mit einer Glockenhaube bedeckt ist. Das Portal befindet sich in einem quadratischen Anbau im Westen, dessen Pyramidendach mit einer Zwiebelhaube abschließt.